# Шеван (Јон)
Шеван (фр. Chevannes) насеље је и општина у источном делу централне Француске у региону Бургоња, у департману Јон која припада префектури Осер.
По подацима из 2011. године у општини је живело 2343 становника, а густина насељености је износила 99,53 становника/km². Општина се простире на површини од 23,54 km². Налази се на средњој надморској висини од 144 метара (максималној 251 m, а минималној 126 m).

## Демографија
| 1962. | 1968. | 1975. | 1982. | 1990. | 1999. | 2011. |
| ----- | ----- | ----- | ----- | ----- | ----- | ----- |
| 813   | 846   | 1.143 | 1.623 | 1.901 | 1.958 | 2.343 |

График промене броја становника у току последњих година